# إشراف على المحتوى

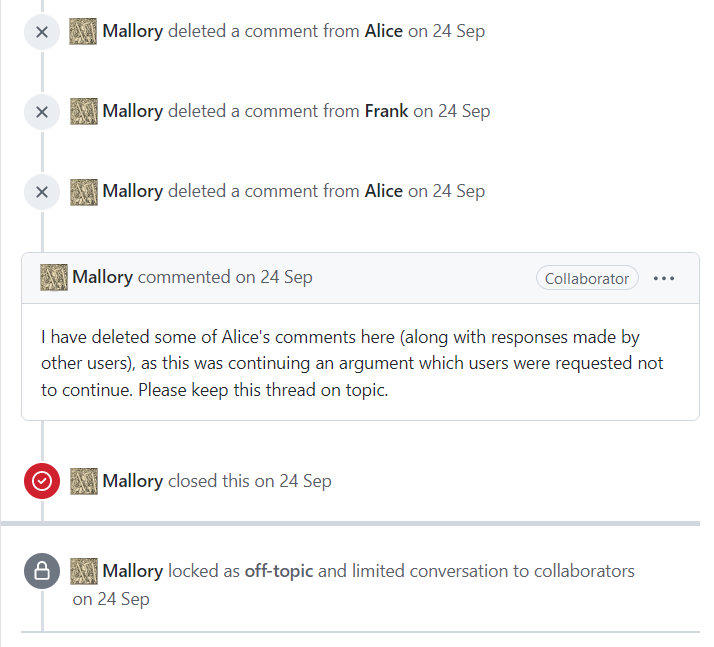
شخص أشرف على محتوى، ويصف ما فعله من حذف لتعليقات تخالف شروط المجتمع الرقمي

الإشراف على الممحتوى في مواقع الإنترنت التي تدعو المستخدمين إلى نشر التعليقات هي عملية اكتشاف المساهمات غير ذات الصلة أو الفاحشة أو غير القانونية أو الضارة أو المهينة، على عكس المساهمات المفيدة أو النافعة، وغالبًا ما يجري للرقابة أو قمع وجهات النظر المعارضة. الغرض من الإشراف على المحتوى هو إزالة أو تطبيق علامة تحذير على المحتوى الذي به مشكلات أو السماح للمستخدمين بحظر المحتوى وتصفيته بأنفسهم.